# Szemtől szemben (film, 1995)
A Szemtől szemben (eredeti cím: Heat) 1995-ben bemutatott amerikai film Michael Mann rendezésében, Al Pacino és Robert De Niro főszereplésével. A rendező Los Angeles utcáin című 1989-ben bemutatott filmjének újrafeldolgozása. A forgatókönyvet Michael Mann és Art Linson írta. A történet középpontjában két, a maguk területén profi férfi és a köztük lévő konfliktus áll.

## Történet
Neil McCauley (Robert De Niro) profi tolvaj Los Angelesben, aki egy pénzszállító autó kirablását tervezi három társával. Amíg ő mentősnek álcázva magát járművet szerez, addig az egyik társa a páncélautó feltöréséhez szükséges robbanóanyagot szerzi be. Másnap reggel pontosan előkészített terv szerint végrehajtják az akciót, és eltűnnek mielőtt a rendőrség odaérne. A banda újdonsült tagja, Waingro azonban a pénzszállító három őréből lelő kettőt, majd a harmadikkal is végeznek, hogy ne maradjon tanú. Neil ezen annyira feldühödik, hogy még aznap este megpróbálják eltenni láb alól Waingrót, ám az megszökik...
A rablógyilkossággá fajult ügyet a rendőrségen Vincent Hanna hadnagy (Al Pacino) kapja, aki szintén profi a maga szakmájában. A tapasztalt rendőr a legveszélyesebb bűnözők elszánt üldözője, aki hamar rájön, hogy mostani ellenfelében, McCauleyban emberére akadt. Hanna magánélete a munkája miatt romokban hever, már a harmadik házassága kezd tönkremenni, ráadásul van egy labilis idegállapotú nevelt lánya, aki a vér szerinti apja miatt lett idegbeteg. Az alvilági körökben ismerős, börtönviselt informátorától Vincent megtudja, hogy minden bizonnyal Neil egyik embere, Michael Cheritto egy kényszeres bűnöző, akinek "nagyokos" a beceneve, akit a gyilkosság helyszínén az egyik hajléktalan tanú is látott. Ezen a nyomon indulnak el...
Neil eközben találkozik egy régi barátjával, Nate-tel, aki azt javasolja neki, hogy a pénzszállítóból ellopott kötvényeket vásároltassa vissza azok korábbi tulajdonosával, Roger Van Zant brókerrel, illetve hogy vállaljon el egy újabb balhét, aminek egy számítógép-hacker , Kelso a kitervelője. Az ügy egy Los Angeles-i bank készpénzének elrablása lenne: Kelso megszerezte a biztonsági rendszer tervrajzait, melyek segítségével a banda szabotálni tudná a riasztók és kamerák működését; cserébe Kelso részesedést kapna a zsákmányból.
Neil aznap este megismerkedik a fiatal Eady-vel, aki rövidesen a barátnője lesz, majd elhatározza, hogy a banki meló után vele együtt hagyja el a várost. Közben a banda másik tagja – Neil legjobb barátja -, Chris összeveszik a feleségével, Charlene-nel és Neilhez költözik. Mikor Neil megtudja, hogy a nőnek új szeretője van, felajánlja a nőnek, hogy egy saját lakásért cserébe adjon még egy esélyt Chrisnek.
Egy autós mozinál Neil megpróbálja lebonyolítani a Van Zant-féle kötvényüzletet, (mondván, hogy így mindketten jobban járnak), ám az üzletember átveri, és megpróbálja megöletni Neilt. Ez utóbbi nem sikerül. McCauley a történtek után halálosan megfenyegeti a brókert.
Waingro, a banda korábbi, elszökött tagja brutális gyilkosságokat hajt végre prostituáltakon. Az egyik esethez Hannát riasztják, ám egyelőre nincs ideje ezzel foglalkozni, mivel Neil bandájára koncentrál. Waingro egy bárban megtudja, hogy Van Zant-nak szüksége lenne néhány emberre, ám azt még nem sejti, hogy közös az ellenségük. Hanna családi élete összeomlik, hiába próbálja megmagyarázni a feleségének, Justine-nak a távolmaradásait. Mikor megtudja, hogy Justine-nak szeretője van, elköltözik egy hotelba.
Hanna és csapata ezalatt egyre jobban a rablók nyomában jár – elsősorban Cheritto megfigyelése által -, és értesülnek róla, hogy legközelebb egy külvárosi nemesfém-raktárat akarnak kifosztani. Egyik éjszaka, miközben Neilék a raktárba próbálnak behatolni, Hanna és csapata az utca másik oldalán egy konténerben rejtőzve figyelik őket. Az egyik rendőr óvatlanul zajt csap, amire a raktár előtt álló McCauley is felfigyel, ezért gyorsan lefújja az akciót, Hanna futni hagyja őket, mivel egyelőre nem kaphatnának komolyabb büntetést.
Neilnek és bandájának sürgősen döntést kell hozniuk a későbbi balhéjukról. Végül úgy döntenek, hogy a bank megéri a rizikót és megcsinálják.
Hannáék később megtudják, hogy Chris Shiherlis feleségének, Charlennek a szeretője egy Las Vegas-i italügynök, Alan Marciano volt, akit cigarettacsempészéssel vádolnak, ezért alkut kötnek vele: ha segít nekik Chris és a banda nyomára akadni, akkor cserébe nem fogják lecsukni.
Neil és bandája rejtélyes módon egy kikötői telephelyre megy körülnézni, ahová Hannáék is követik őket. A nyomozóknak fogalmuk sincs arról, hogy a banda mit keresett a helyszínen – ami egy olajfinomító és egy roncstelep szomszédságában van. Hanna azonban a megérzéseire hallgatva rájön, hogy csőbe húzták őket: McCauley direkt csalta oda őket, hogy egy magaslati búvóhelyről lefotózhassa a zsarukat. Később Neil tanácsadója, Nate kideríti ellenfelük személyazonosságát, és figyelmezteti Neilt, hogy Hanna is legalább annyira profi mint ők, ezért legyen vele óvatos. Hanna ezután egyre jobban rászáll Neilre, végül az autópályán sikerül lekapcsolnia, majd "meghívja egy kávéra is". A két férfi szemtől szemben elbeszélget és mindketten rájönnek, hogy sok dologban hasonlítanak; majd biztosítják egymást arról, hogy mindketten a saját céljuk elérésén lesznek bármi áron.
A tolvajbanda többi tagja eközben a Kelsótól kapott tervrajzok alapján hozzáfér a kiszemelt bank biztonsági rendszeréhez, melyet feltűnés nélkül átprogramoznak úgy, hogy az pontosan a rablás előtt kikapcsolja magát. Tudtukon kívül azonban valaki keresztülhúzza a számításaikat, méghozzá Waingro, aki elszegődik Van Zant-hoz bérgyilkosnak, és az üzletemberrel együtt próbálnak bosszút állni McCauley-n.
A balhé előtt a banda tagjai egy kávéházban gyülekeznek, ahol váratlanul egyikük – Trejo – felhívja őket, hogy rászálltak a rendőrök, és nem tud velük tartani. Neil észreveszi, hogy a kávézóban dolgozó szakács régi ismerőse, akinek felajánlja, hogy Trejo helyett dolgozzon nekik.
Amikor banda megérkezik a bankba, lefegyverzik az összes biztonsági őrt, az embereket pedig a padlóra kényszerítik, majd behatolnak a központi széfbe, ahol Chris gyorsan felmarkolja az összes készpénzt, ami több mint tízmillió dollár. Megpróbálnak meglépni, ám Hanna és csapata – akik névtelen fülest kaptak – több tucat rendőrrel az oldalán váratlanul megjelennek a színen, és hatalmas utcai harc kezdődik. A lövöldözés során több rendőr meghal, illetve a négy rablóból életét veszti Michael Cheritto és az új tag is. Chris megsebesül, ám Neillel együtt sikeresen elmenekülnek.
Neil tudja, hogy Trejo árulta el őket, ám fogalma sincs, hogy miért. Mikor megtalálja Trejót annak lakásán, az haldokolva fekszik a padlón, majd utolsó szavaival tudatja Neillel, hogy Van Zant és Waingro kínozták meg, hogy beszéljen. Neil ezután Van Zant-hoz siet, akit otthon talál, majd végez a brókerrel. Ezután azt is megtudja, hogy Waingro hol rejtőzik.
Hanna házi őrizet alá vonja Charlene Shiherlis-t és Alan Marcianót, hogy őket felhasználva kaphassák el Christ. Chris erről nem tud, ám tudja hogy a felesége már nem szereti, ezért nem keresi föl – így hiába állítottak neki csapdát - majd felszívódik. Neil ezalatt Nate segítségével a biztonság kedvéért másik menekülési terv szerint próbál kijutni a városból a barátnőjével, Eady-vel együtt. Hanna tudomást szerez a Van Zant-féle ügyről, ám mire megtalálják a férfit, az már halott.
A helyzetet látva Hanna megoldatlannak tekinti az ügyet, így visszamegy a hotelba, ám megdöbbenve veszi észre, hogy a nevelt lánya, Loraine is ott van, aki felvágta az ereit a fürdőszobában. Vincent azonnal kórházba szállítja a lányt, az eset pedig újra közelebb hozza a feleségéhez.
Egyszer csak újabb riasztást kap, ezúttal azonban kivételesen nem akar elrohanni, ám a felesége már elfogadta olyannak, amilyen, ezért elengedi. A Los Angeles-i repülőtér szállodájához kell sietnie, ahol éppen indokolatlan tűzriadó van, ami mögött nem más áll, mint McCauley. Neil azért csinálta, hogy a zavar közepette feltűnés nélkül kivégezhesse a szintén a hotelben tartózkodó Waingrót. Ezt meg is teszi, ám véletlenül az egyik biztonsági őr észreveszi, Neil azonban leüti az őrt és megpróbál elmenekülni. Mikor a szállodából kilépve észreveszi az éppen a helyszínre érkező Vincentet, egyszerűen otthagyja az autójában rá váró Eady-t és elfut. Hanna szintén kiszúrja, és üldözőbe veszi a közeli repülőtér felé. Neil a kifutópálya mögötti elektromos szekrények között próbál elbújni, hogy majd lesből lecsaphasson Hannára. Azonban ez nem sikerül; ugyanis hirtelen az egyik, éppen landoló repülőgép kivilágításától Hanna észreveszi a mögötte rátámadó Neil árnyékát és lelövi, mielőtt még McCauley húzná meg a ravaszt. A film azzal zárul, hogy a haldokló Neil utolsó szavaival megerősíti korábbi kijelentését, miszerint többé nem megy vissza a börtönbe, majd a halála előtt kezet fog Hannával.

## Szereplők
| Szerep                | Színész            | Magyar hang |
| --------------------- | ------------------ | --- |
| Vincent Hanna hadnagy | Al Pacino          | Végvári Tamás                                                                                                  |
| Neil McCauley         | Robert De Niro     | Kulka János |
| Chris Shiherlis       | Val Kilmer         | Rátóti Zoltán                                                                                                  |
| Nate                  | Jon Voight         | Kránitz Lajos                                                                                                  |
| Michael Cheritto      | Tom Sizemore       | Galbenisz Tomasz                                                                                               |
| Justine Hanna         | Diane Venora       | Győry Franciska                                                                                                |
| Eady                  | Amy Brenneman      | Söptei Andrea                                                                                                  |
| Charlene Shiherlis    | Ashley Judd        | Dudás Eszter                                                                                                   |
| Drucker őrmester      | Mykelti Williamson | Sztarenki Pál                                                                                                  |
| Casals detektív       | Wes Studi          | Varga Tamás |
| Bosko                 | Ted Levine         | Orosz István                                                                                                   |
| Donald Breedan        | Dennis Haysbert    | Barabás Kiss Zoltán                                                                                            |
| Roger Van Zant        | William Fichtner   | Juhász György                                                                                                  |
| Lauren Gustafson      | Natalie Portman    | Simonyi Piroska                                                                                                |
| Waingro               | Kevin Gage         | Barbinek Péter                                                                                                 |
| Alan Marciano         | Hank Azaria        | Dimulász Miklós                                                                                                |
| Albert Torena         | Ricky Harris       | Minárovits Péter                                                                                               |
| Richard Torena        | Tone Lōc           | Melis Gábor |
| Ralph                 | Xander Berkeley    | Beratin Gábor                                                                                                  |
| Lillian               | Kim Staunton       | Báthory Orsolya                                                                                                |
| Trejo                 | Danny Trejo        | Csikos Gábor                                                                                                   |
| Schwartz              | Jerry Trimble      | Németh Gábor                                                                                                   |
| További szereplők     | Többi színész      | Albert Péter Breyer Zoltán Cs. Németh Lajos Dimulász Miklós Imre István Koffler Gizi Vizy György Zsolnai Júlia |

## Értékelések
- Variety – 100/100
- Austin Chronicle – 100/100
- Los Angeles Times – 100/100
- USA Today – 100/100
- The Washington Post – 90/100
- Chicago Sun-Times – 88/100
- Chicago Tribune – 88/100[4]

## Érdekességek
- Ez az első film, amelyben Robert De Niro és Al Pacino közös jelenetben játszanak együtt. Bár mindketten szerepeltek az 1974-ben bemutatott A Keresztapa II. című filmben, de közös jelenetük nem volt.
- Neil McCauley egy élő személy volt, aki a valóságban is bűnözésből tartotta el magát.
- Michael Mann a film elkészítése előtt több rendőrrel is beszélt, akiktől megtudta, hogy milyen hatások érik a rendőröket. A beszélgetésben elhangzottakat Mann beleépítette a filmbe.
- A valóságban Neil McCauley-t Chuck Adamson lőtte le, 1964-ben. Michael Mann Chuck-al is beszélt a film elkészítése előtt, akitől pontos részleteket is megtudott McCauley-ról.[5]